# 野ばら (同人誌)
『野ばら』（のばら）は、日本の 文藝同人誌。2016年（平成28年）5月創刊。隔月第2週に発刊している。2019年（平成31年)8月に発刊された20号を機に、奇数月発行から偶数月発行へとなった。参加同人数は約10名。

## 概要
2016年創刊。
現在300部発行している。カトリックをテーマの中心に据えて創作した小説・エッセイ・詩・短歌が掲載されている。
表紙は、毎号オリジナルの絵を同人の1人が描いており、評価が高い。